# Regina Sudului
La Reina del Sur (în română Regina Sudului) este o telenovelă produsă de Telemundo, în colaborare cu RTI Producciones (Columbia) și Antena 3 (Spania). Protagonista este Kate del Castillo, care interpretează personajul feminin principal, Teresa Mendoza.

## Povestea
Telenovela Regina Sudului relatează povestea Teresei Mendoza, o tânără inocentă care se îndrăgosteste de un pilot implicat în mafia drogurilor. Acesta este omorât și ea fuge în Spania, pentru a nu fi ucisă la rândul ei. Dincolo de naivitatea ei, se ascunde o personalitate puternică și inteligentă. Chiar dacă din anumite circumstanțe ajunge la închisoare, Teresa răzbate.

## Distribuție
- Kate del Castilo - Teresa Mendoza "La Mexicana" (Protagonista)
- Humberto Zurita - Epifanio Vargas (Antagonist)
- Rafael Amaya - Raimundo Dávila Parra "El Güero" (Protagonist)
- Iván Sánchez - Santiago López Fisterra "El Gallego" (Protagonist)
- Alberto Jiménez - Oleg Yasikov (Co-protagonist)
- Cristina Urgel - Patricia O' Farrell "Lieutenant/La Teniente" (Co-protagonista)
- Sara Maldonado - Verónica Cortés/Santos/"Guadalupe Romero"
- Miguel de Miguel - Teo Alljarafe (Co-protagonist)
- Nerea Garmendia - Eugenia Montijo
- Gabriel Porras - Roberto Gato Marquez "El Gato Fierros" (Antagonist)
- Salvador Zerboni - Ramiro Vargas "El Ratas" (Antagonist)
- Dagoberto Gama - Potequim Galvez "El Pote"
- Alejandro Calva - César Güemes "Batman"
- Christian Tappán - Antonio Smith/"Willy Rangel"
- Carmen Navarro - Marcela "La Conejo" (Co-protagonista)
- Santiago Meléndez - Saturnino "Nino" Juárez
- Juan José Arjona - Pablo Flores
- Carlos Diez "Klaus" - Eddie Álvarez
- Nacho Fresneda - Driss Larbi
- Mónica Estarreado - Fátima Manssur (Co-protagonista)
- Cuca Escribano - Sheila
- Eduardo Velasco - Col Abdelkader Chaïb
- Alfonso Vallejo - Manolo Céspedes
- Pablo Castañón - Lalo Veiga
- Lorena Santos - Soraya
- Patty Alvarez - Mercedes Vargas
- Luis Enrique Roldán - Dr Ramos